# Destà Damtù
Il ras Destà Damtù (Maskan, 1892 – Buttagera, 23 febbraio 1937) è stato un militare etiope, genero del negus Hailé Selassié.

## Biografia
Nacque nella regione etiopica del Guraghé da nobile famiglia scioana. Nel 1916 sostenne ras Tafarì Maconnén (il futuro imperatore Hailé Selassié) contro il pretendente al trono Ligg Iasù e nel 1924 ne sposò una figlia diventandone genero. Con la vittoria di Maconnén e la sua proclamazione a Negus d'Etiopia nel 1928, Destà Damtù divenne uno dei primi dignitari dell'Impero etiope.
Nel 1932 venne promosso Ras della provincia del Sidamo, una delle più ricche dell'Impero.

## La guerra italo-etiopica
Nel 1935 ras Destà comandò le truppe etiopiche sul fronte sud contro gli italiani e venne sconfitto dal generale Rodolfo Graziani nella battaglia del Ganale Doria e dovette così abbandonare il centro di Neghelli alle avanzanti truppe italiane.

## La guerriglia contro le truppe italiane

La cattura di ras Destà, indicato dalla freccia

Nel 1936 ed inizi del 1937 ras Destà fu alla testa di reparti etiopici che continuarono ad opporsi alla completa occupazione dell'Etiopia da parte delle truppe italiane. Inseguito dalle truppe del gen. Carlo Geloso, venne sconfitto e catturato il 23 febbraio 1937 da Antonio Rizzo e immediatamente impiccato da parte delle autorità italiane.
Dopo la riconquistata indipendenza, la salma di ras Destà venne tumulata nella tomba imperiale ad Addis Abeba.